# Leszek Kraczkiewicz
Leszek Kraczkiewicz (ur. 11 lutego 1966 w Tarnogrodzie) – polski piłkarz występujący na pozycji pomocnika. Obecnie trener V-ligowej Tuchovii Tuchów.

## Kariera
Leszek Kraczkiewicz jest wychowankiem Olimpiakosu Tarnogród. Potem grał w Hetmanie Zamość, Hutniku Kraków i Lubliniance. W 1987 powrócił do Hutnika, w którym przebywał przez kolejne siedem lat. W jego barwach zadebiutował w I lidze. Już jako zawodnik krakowskiej drużyny miał na koncie 120 meczów w polskiej lidze i 7 zdobytych bramek. Przez kolejne trzy lata grał w barwach Górnika Zabrze. W tym zespole rozegrał 61 meczów w I lidze i strzelił jednego gola. Następnie przebywał w drużynach z niższych lig: Sandecji Nowy Sącz, Cracovii, Victorii Witowice Dolne, Garbarzu Zembrzyce, Szczakowiance Jaworzno, OKS-ie Brzesko, Dunajcu Zakliczyn, a karierę piłkarską zakończył jako grający trener w Łososiu Łososina Dolna.
Z Łososia odszedł w 2005 roku. Potem trenował zespoły Tarnovii Tarnów i BKS Bochnia. Obecnie jest szkoleniowcem Tuchovii Tuchów.